# Copa de EuroFloorball masculino 2007-08
Esta copa toma lugar en Vantaa, Finlandia, del 9 al 13 de febrero.El ganador fue el AIK Innebandy. Esta victoria fue la 13.ª de floorball de Suecia, 3 seguidas

## Clasificación a esta copa
Se clasificaron los equipos de 4 países: Suecia, Finlandia, Suiza y República Checa, pero solo a las Semifinales de la Copa de EuroFloorball masculino 2007-08
| Suecia        | Finlandia    | Noruega        | R.Checa           | Italia         | Suiza            |
| ------------- | ------------ | -------------- | ----------------- | -------------- | ---------------- |
| Warberg IC    | SSV Helsinki | Fjerdingby IBK | Tatran Střešovice | Viking Roma FC | SV Wiler-Ersigen |
| AIK Innebandy | SC Classic   |                |                   |                |                  |

## Resultados

### Ronda preliminar

#### Grupo A
| Equipo              | Jugados | Ganados | Perdidos | Empatados | GF | GC | Pts. |
| ------------------- | ------- | ------- | -------- | --------- | -- | -- | ---- |
| AIK Innebandy       | 3       | 3       | 0        | 0         | 27 | 15 | 6    |
| Tatran Střešovice   | 3       | 2       | 1        | 0         | 18 | 14 | 4    |
| SV Wiler-Ersigen \| | 3       | 1       | 2        | 0         | 15 | 16 | 2    |
| Viking Roma FC      | 3       | 0       | 3        | 0         | 5  | 20 | 0    |

| Equipo 1          | Resultado | Equipo 2          |
| ----------------- | --------- | ----------------- |
| Tatran Střešovice | 8-10      | AIK Innebandy     |
| Viking Roma FC    | 2-7       | SV Wiler-Esrigen  |
| AIK Innebandy     | 10-5      | SV Wiler-Esrigen  |
| Tatran Střešovice | 6-1       | Viking Roma FC    |
| AIK Innebandy     | 7-2       | Viking Roma FC    |
| SV Wiler-Ersigen  | 3-4       | Tatran Střešovice |

#### Grupo B
| Equipo         | Jugados | Ganadas | Perdidas | Empatados | GF | GA | Pts |
| -------------- | ------- | ------- | -------- | --------- | -- | -- | --- |
| Warberg IC     | 3       | 2       | 0        | 1         | 25 | 20 | 5   |
| SC Classic     | 3       | 1       | 1        | 1         | 20 | 16 | 3   |
| SSV Helsinki   | 3       | 1       | 1        | 1         | 18 | 16 | 3   |
| Fjerdingby IBK | 3       | 0       | 2        | 1         | 11 | 22 | 1   |

| Equipo 1       | Resultado | Equipo 2       |
| -------------- | --------- | -------------- |
| SC Classic     | 5-5       | SSV Helsinki   |
| Warberg IC     | 7-7       | Fjerdingby IBK |
| Warberg IC     | 9-6       | SC Classic     |
| Fjerdigby IBK  | 2-6       | SSV Helsinki   |
| SSV Helsinki   | 7-9       | Warberg IC     |
| Fjerdingby IBK | 2-9       | SC Classic     |

### Playoffs
|  | Semifinales       | Semifinales       | Semifinales |            |               | Final         | Final | Final |  |
|  |                   |                   |             |            |               |               |       |       |  |
|  |                   |                   |             |            |               |               |       |       |  |
|  | AIK Innebandy     | AIK Innebandy     | 4           |            |               |               |       |       |  |
|  | AIK Innebandy     | AIK Innebandy     | 4           |            |               |               |       |       |  |
|  | SC Classic        | SC Classic        | 3           |            |               |               |       |       |  |
|  | SC Classic        | SC Classic        | 3           |            | AIK Innebandy | AIK Innebandy | 2     |       |  |
|  |                   |                   |             |            | AIK Innebandy | AIK Innebandy | 2     |       |  |
|  |                   |                   | Warberg IC  | Warberg IC | 1             |               |       |       |  |
|  | Warberg IC        | Warberg IC        | Warberg IC  | Warberg IC | 1             | 8             |       |       |  |
|  | Warberg IC        | Warberg IC        |             |            |               | 8             |       |       |  |
|  | Tatran Střešovice | Tatran Střešovice | 2           |            |               |               |       |       |  |
|  | Tatran Střešovice | Tatran Střešovice | 2           |            |               |               |       |       |  |
|  |                   |                   |             |            |               |               |       |       |  |

#### Semifinales
| Equipo 1      | Resultado | Equipo 2          |
| ------------- | --------- | ----------------- |
| AIK Innebandy | 4-3       | Tatran Střešovice |
| Warberg IC    | 8-2       | SC Classic        |

#### 3.erpuesto
| Equipo 1   | Resultado | Equipo 2          |
| ---------- | --------- | ----------------- |
| SC Classic | 12-3      | Tatran Střešovice |

#### Final
| Equipo 1      | Resultado | Equipo 2   |
| ------------- | --------- | ---------- |
| AIK Innebandy | 2-1       | Warberg IC |

#### 7º puesto
| Equipo 1       | Resultado | Equipo 2       |
| -------------- | --------- | -------------- |
| Fjerdingby IBK | 16-11     | Viking Roma FC |

#### 5º puesto
| Equipo 1         | Resultado | Equipo 2     |
| ---------------- | --------- | ------------ |
| SV Wiler-Ersigen | 5-6       | SSV Helsinki |

## Mejores en habilidades
- Portero: Peter Sjögren (Warberg IC)
- Defensa: Vesa Punkari (SV Wiler-Ersigen)

- Datos: Q4610103